# Agregat (química)
Un agregat en química és un material constituït per la mescla o juxtaposició macroscòpica de dos o més components, que es diferencien per la seva forma o composició, i que són essencialment insolubles l'un en l'altre.
El comportament i les propietats dels agregats depenen de la forma i disposició estructural dels components, de la seva naturalesa i de les seves interaccions.

## Tipus d'agregats
- estratificats
- agregats de partícules
- agregats de fibres
- agregats de flocs
- agregats amb esquelet.